# Bradley (гусенична платформа)
«Бредлі» (англ. Bradley Fighting Vehicle) — уніфікована гусенична платформа (УГП) виробництва компанії БАЕ Системз (раніше United Defense). ББМ було названо на честь американського генерала Омара Бредлі. УГП «Бредлі» призначена для перевезення та підтримки піхоти, розвідки у різних варіантах, а також монтування різного озброєння, у тому числі протитанкових керованих ракет та зенітних ракетних комплексів.
Найвідомішим представником родини є БМП M2 Bradley.

## Історія

### Передісторія

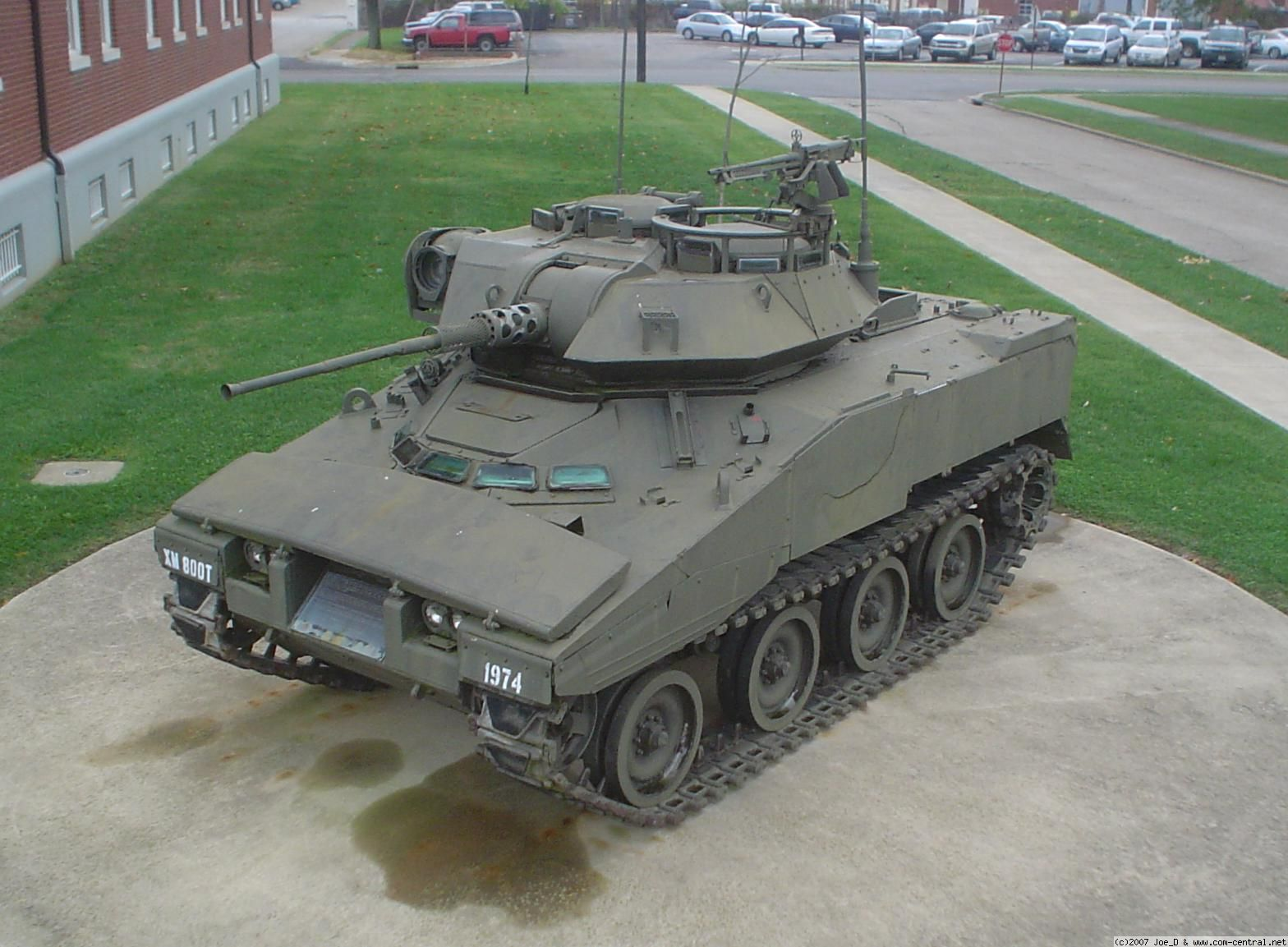
Попередниця БРМ M3 «Бредлі» — дослідна бойова розвідувально-дозорна машина XM800T на майданчику Музею кавалерії та бронетехніки ім. Паттона у Форт-Ноксі.

Досвід В'єтнамської війни, що стала своєрідним випробувальним полігоном для різноманітних американських нововведень в озброєнні і військовій техніці показав, що БТР M114, дослідна партія яких була відправлена до В'єтнаму вже на початку 1960-х років, була визнана військовими непридатною для служби через негативну плавучість і низьку прохідність по пересіченій місцевості. У період з квітня по листопад 1964 року M114 були замінені бронетранспортерами M113 у В'єтнамі, але продовжували залишатися на озброєнні американських сил в Європі і в континентальних штатах (у 1973 році Начальник штабу армії США генерал Крейтон Абрамс наказав зняти їх з озброєння остаточно). Для заміни у військах M113 проводився конкурс з розробки бойової машини нового покоління для механізованих піхотних частин (Mechanized Infantry Combat Vehicle, MICV), з перспективою створення на її базі родини військової техніки різного призначення, в якому взяли участь корпорації Paccar, Chrysler Corporation і FMC Corporation. «Еф-ЕМ-СІ» представила дослідну БМП xm734 на одинадцять чоловік (піхотне відділення), яка навіть зовні практично не відрізнялася від M113 і, по суті, була її модифікованою моделлю, озброєною спареною 20-мм автоматичною гарматою у турелі. Жодна з машин не була в результаті прийнята на озброєння, але напрацювання, отримані в ході роботи над обома проектами, були покладені в основу при створенні «Бредлі», з 1975 року робота пішла в напрямку створення гібрида машин, розроблених в рамках програм MICV і ARSV. У березні 1977 року ця програма отримала нову назву — Fighting Vechicle Systems (FVS). До FMC приєдналася General Electric Corporation, яка виграла контракт на забезпечення машин гідромеханічною трансмісією HMPT-500, обійшовши в цьому питанні свого основного конкурента-вищезгадану Allison.

### Розробка та виробництво
| Збільшення парку машин у збройних силах | Збільшення парку машин у збройних силах |
| бюджетний рік                           | кількість                               |
| --------------------------------------- | --------------------------------------- |
| 1986-87                                 | 2555                                    |
| 1987-88                                 | 4351                                    |
| 1988-89                                 | 4966                                    |
| 1989-90                                 | 5574                                    |

«Бредлі» створювалася як засіб боротьби з легкою бронетехнікою противника, її 25-мм гармата та патрон M791 з бронебійним підкаліберним снарядом були розраховані на поразку лобової броні радянських БМП-1 під будь-яким курсовим кутом зустрічі, а також бортової (70 і 80 мм) та кормової броні танків Т-72.
Машина була створена інженерами дослідно-конструкторської лабораторії підрозділу сухопутної техніки групи оборонних виробництв корпорації FMC в Санта-Кларі, штат Каліфорнія, і вироблялася на розташованому за кілька миль поблизу заводу легкої гусеничної бронетехніки в Сан-Хосе. Там же здійснювався монтаж систем керування вогнем та іншого бортового обладнання бронетехніки, налагодження готових зразків. У середині 1980-х років на вказаному заводі, у виробництві машин «Бредлі» було зайнято 7,5 тис. осіб, пік виробництва було пройдено тоді ж, у 1986 році і кількість задіяної робочої сили поступово скорочувалася до 2700 осіб у 1992 році. Мінімальне завантаження виробничих потужностей для підтримки нормального функціонування підприємства складало 330 одиниць бронетехніки типу «Бредлі» на рік, в іншому випадку, лінію складання та всі пов'язані відділи (дослідно-конструкторські, інженерно-технічні, монтажно-складальні, бортового озброєння та обладнання та ін.) довелося б закривати за нерентабельністю, а перезапуск лінії коштував за оцінкою представників FMC півмільярда доларів у цінах 1992 року. Допоміжна лінія зборки знаходилася на заводі в Йорку, штат Пенсільванія (куди пізніше було передислоковано основне виробництво). Виробництвом гусеничних траків займалося сталеливарний підрозділ корпорації FMC в Аністоні, штат Алабама, спільно з гумотехнічним заводом компанії Goodyear в Сент-Меріс, штат Огайо, яка виступала партнером FMC з виготовлення гумових покриттів, що багаторазово збільшують довговічність експлуатації траків на твердих ґрунтах. Також у виробництві були задіяні підприємства FMC в Ейкені, штат Південна Кароліна, та в Арлінгтоні, штат Віргінія.
У плані техніко-економічного обґрунтування підготовки та організації серійного виробництва машин FMC на розгляд Автобронетанкового управління Армії США було представлено 59 виробничо-технічних пропозицій з яких 49 було розглянуто, 10 відкликано стороною, що їх подала. З 49 розглянутих 33 (67 %) були затверджені для подальшого впровадження у процес виробництва та постачання машин замовнику.
Після продажу FMC свого військового виробництва (на той час виведеного в структурну філію під найменуванням United Defense) компанії BAE Systems, підприємства, на яких здійснюється виробництво основних вузлів та агрегатів, перейшли під нове корпоративне управління.
Задіяні структури
Крім генерального підрядника, у забезпеченні окремими вузлами, агрегатами та приладами брали участь такі комерційні структури:
- ALCOA Forge, Вернон, Каліфорнія ; Клівленд, Огайо ;
- Alliant TechSystems, Міннеаполіс, Міннесота ;
- Booz Allen Hamilton, Сан-Франциско, Каліфорнія ;
- Chrysler, Pentastar[en], Хантсвіл, Алабама ;
- CHT Steel, Вентнор, Нью-Джерсі ;
- Cummins, Колумбус, Індіана ;
- General Motors, Манхеттен-Біч, Каліфорнія ;
- Hughes Electronics, Лагранж, Джорджія ;
- LAU Technologies, Актон, Массачусетс ;
- Lockheed Martin, Пітсфілд, Массачусетс ;
- McDonnell Douglas, Меса, Аризона ;
- Metric Systems[en], Форт-Уолтон-Біч, Флорида ;
- Optical Coating Laboratory, Санта-Роза, Каліфорнія ;
- Reynolds Metals, Маккук, Іллінойс ;
- Sioux Manufacturing, Форт-Тоттен, Північна Дакота ;
- Teleflex Defense Systems[en], Спеніш-Форк, Юта ;
- Texas Instruments, Даллас, Техас.

Станом на травень 2000 року, для американської армії вироблено 6724 одиниць М2 та 2083 одиниць М3. Загальна вартість програми становила 5,7 млрд дол., а середня собівартість одиниці — 3,2 млн дол. у цінах 2000 року.

### Постановка на озброєння
Першим військовим підрозділом, оснащеним машинами «Бредлі» був 1-й батальйон 41-го піхотного полку 2-ї бронетанкової дивізії.

### Зняття з озброєння
Дослідно-конструкторські роботи у напрямку створення планової заміни бойових машин «Бредлі» та танків «Абрамс» було розпочато вже у другій половині 1980-х років, проте спочатку розпад Організації Варшавського договору, потім розгром Збройних сил Іраку під час війни в Перській затоці та невдовзі дезінтеграція Радянського Союзу, яка усунула головного ймовірного противника НАТО в найближчому майбутньому, стали трьома основними чинниками, завдяки яким численні і найрізноманітніші програми переозброєння досі відкидаються американським військовим командуванням на користь програм модернізації та продовження термінів експлуатації «Бредлі».

## Україна
Наприкінці 2022 року США, Франція та Німеччина оголосили про початок масованих постачань БМП та легких танків для української армії. США планують надати 50 одиниць M2A2 Bradley. Досвід Війни в Перській затоці 1991 показав високу ефективність 25-мм гармати, яким оснащений «Бредлі», проти танків T-72 радянського виробництва. Зокрема, велику перевагу дає нічний інфрачервоний приціл та вдосконалена система управління вогнем. З бічних та задніх ракурсів 25-мм підкаліберні снаряди здатні пробивати броню найсучасніших російських танків з відстані до 2,5 км. Важливе значення має також система стабілізації зброї, що дозволяє вести прицільний вогонь на ходу. ПТУРСи, якими оснащений «Бредлі», мають ефективну дальність щонайменше 3 км.
На думку британського тижневика The Economist, сучасні БМП суттєво підвищать ефективність бойових дій України.

## Машини на базі

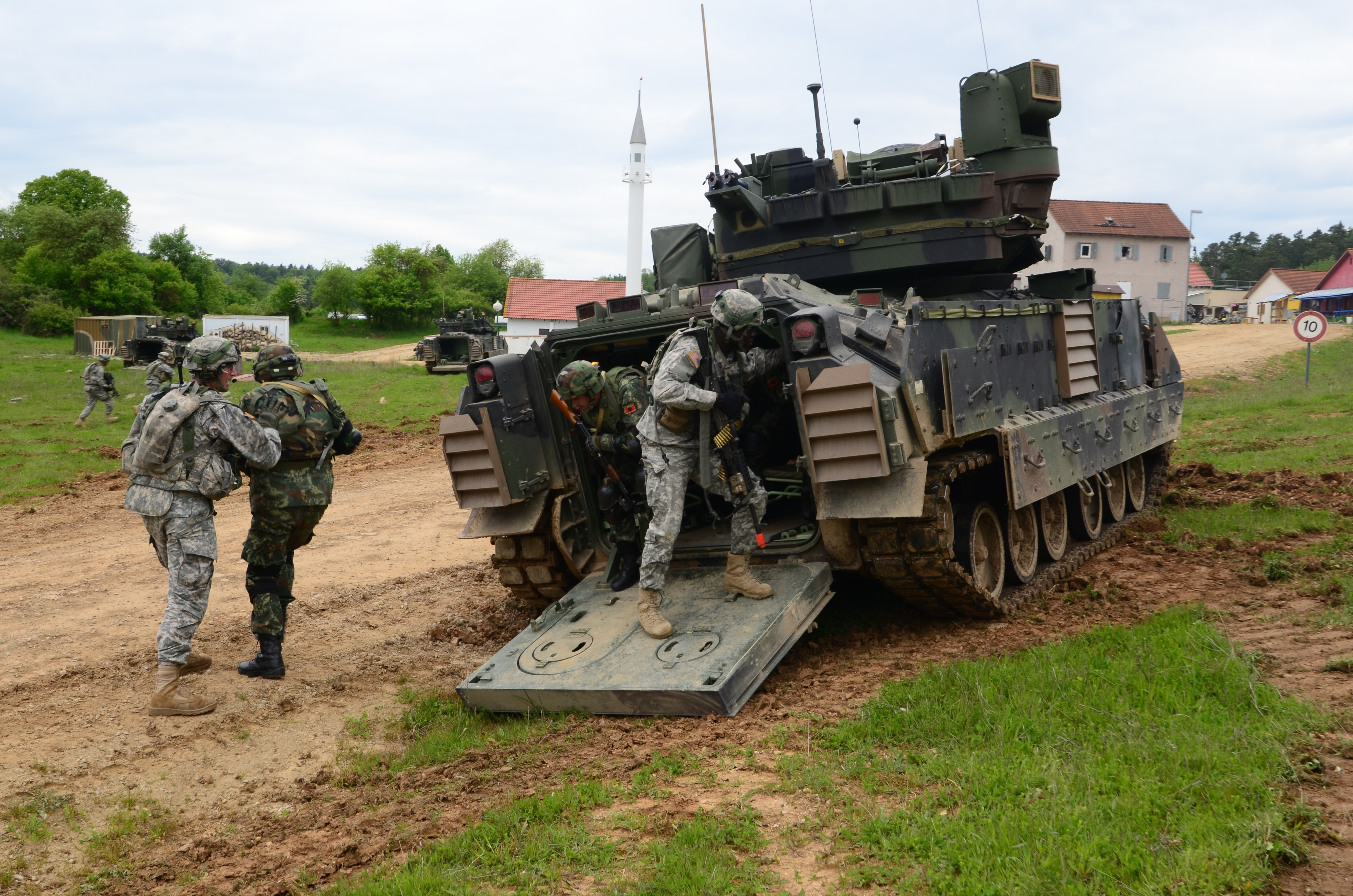
Солдати 1-ї кавалерійської дивізії США разом із солдатами албанської армії висаджуються з БМП Бредлі (M2/M3) на спільних навчаннях у Німеччині, травень 2014 року.

### M2 Bradley
Бойова машина піхоти M2, головний представник лінійки. Озброєна нарізною автоматичною 25-мм гарматою M242 Bushmaster (патрон 25 × 137 мм).

### M3 Bradley
M3 Bradley Cavalry Fighting Vehicle — бойова розвідувальна машина. Зовнішньо відрізняється заглушеними кришками амбразур, відсутністю оглядових блоків по правому борту та додатковими антенами. М3 має збільшений боєкомплект і радіолокаційні станції виявлення наземних об'єктів. Одна з РЛС — AN/PPS-15 є переносною.

### M4 Command and Control Vehicle (C2V)
Використано те саме модифіковане шасі M993, що й для M270 MLRS — захищений автоматизований тактичний командний пост (для заміни M577A2 Command Post Carrier). Усього виготовлено 25 машин.

### M6 Linebacker
Модифікація машини для ППО являє собою M2A2 ODS, в якому ПТРК "TOW " замінений на чотиритрубну пускову установку ЗРК FIM-92 Stinger. Планується зняття з озброєння Армії США (2005).

### M7 Bradley Fire Support Vehicle (B-FiST)
Модифікація створена на заміну M981 FISTV — машини розвідки, спостереження та цілевказівки (наведення та коригування вогню в тому числі артилерійського при стрільбі з закритих позицій).
Блок TOW замінений на приладовий комплекс, інтегрований із системою цілевказівки ISU. Включає в себе лазерний цілевказівник G/VLLD (Ground/Vehicular Laser Locator Designator — Наземний/Рухомий Лазерний Локатор-цілевказівник, вимовляється як «Глід»), виносне обладнання для спостереження, GPS/інерційну систему топоприв'язки та підсистему керування артилерійським вогнем.
Може коригувати вогонь 155-мм артилерії або ж підсвічувати ціль лазерним променем для боєприпасів з напівактивною системою наведення.
Існує декілька варіантів M7 B-FiST:
- M7A1 — передсерійна машина.
- M7A2 — позначення, яке іноді використовують для базової версії.
- M7A3 — модернізований варіант, має покращення, як і бойова машина піхоти M2A3 Bradley. Машина має динамічний захист нового покоління та нову систему навігації.
- M7A4 — має аналогічні вдосконалення, як і бойова машина піхоти M2A4 Bradley. Має новий двигун та покращені електронні системи.

Екіпаж складає 4 особи.

### Bradley Stinger Fighting Vehicle (BSFV)
Спеціальна модифікація для відділення ПЗРК Stinger. Концепція застосування ПЗРК (ближнього радіусу) безпосередньо в бойових порядках з поспішанням була визнана небезпечною, і її змінила модифікація M6 Linebacker, до комплектації якої також входять переносні ТПУ, що розширюють бойові можливості комплексу. Розрахунок із трьох осіб: командир установки, навідник і механік-водій.

### Bradley Engineer Squad Vehicle (BESV)
Машина оперативної інженерної підтримки та розмінування, має обладнання для нейтралізації різного виду загроз передовим механізованим частинам у ході наступу.

### Bradley Battle Command Vehicle (BBCV)
Машина командира бригади оснащена покращеним комунікаційним комплексом, включаючи цифрові лінії зв'язку, для збереження управління військами та контакту з тактичним оперативним центром (TOC) навіть у відриві від базового КП (у передових порядках підрозділу).

### M993/M270 MLRS
У 1983 році на озброєння була прийнята універсальна пускова установка M270, що служить і як реактивна система залпового вогню, і як установка для запуску тактичних ракет.
Пускова установка змонтована на гусеничній базі бойової машини піхоти M2 Bradley. У кабіні розміщується бойовий розрахунок із трьох осіб: командир установки, навідник і механік-водій.

### Bradley AMPV

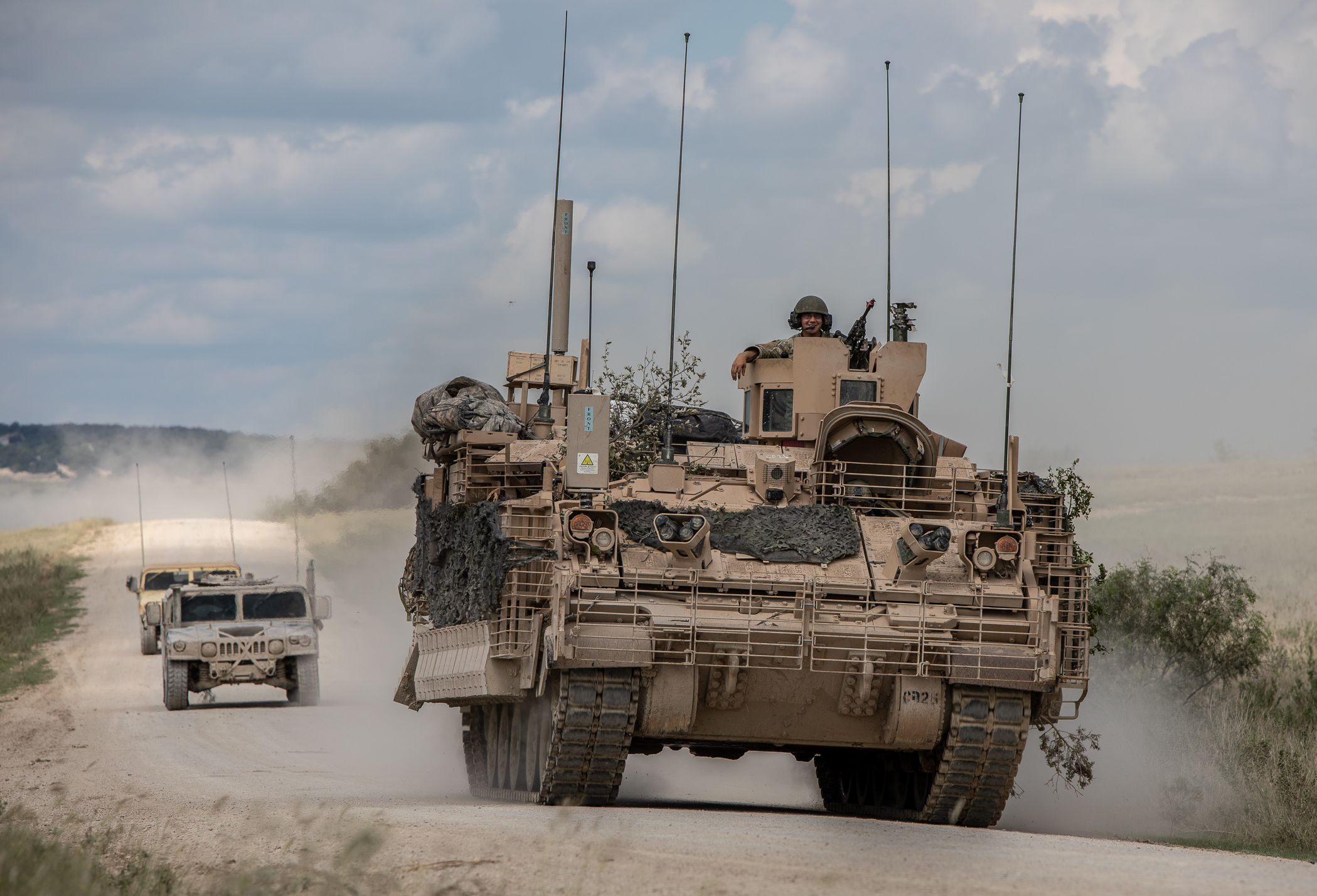
AMPV під час дослідної експлуатації у 1-й кавалерійській дивізії 20 вересня 2018 року.

Армія США розгорнула програму Armored Multi-Purpose Vehicle з метою заміни гусеничного бронетранспортера M113. Компанія BAE Systems запропонувала варіант Бредлі без башти. Порівняно з оригінальним Бредлі, у ньому посилена броня, більша за обсяг внутрішнього простору. З метою підвищення живучості та збільшення корисного об'єму корпусу внутрішні паливні баки будуть замінені броньованими зовнішніми в кормовій частині машини. У ньому також модернізовано 600-сильний дизельний двигун Cummins V903, суміщений з трансмісією L-3 Combat Propulsion Systems HMPT-500 та електроніка. Днище стало V-подібним. Bradley AMPV має модульний дах під різні завдання. Двигун гібридний електричний. Також буде встановлюватися система захисту від ЗМУ, і, за винятком варіанта самохідного міномета, кондиціонер у зовнішній установці у задній частині корпусу. Алюмінієвий бронекорпус посилюється встановленням додаткової навісної сталевої броні, можливе також встановлення додаткових модулів динамічного захисту. З метою посилення протимінного захисту, днище також посилено сталевою бронею, крім того впроваджено розроблену BAE Systems інноваційну систему «підвісної підлоги» (floating floor). Через надлишок парку наявних БМП в Армії США, програма передбачає переробку М2 і М3 в бронетранспортери.
Відповідно до вимог програми, бронетранспортер на базі М2 має різновиди :
- Armored Multi-Purpose Vehicle (AMPV) — багатоцільовий бронетранспортер ;[16]
- Bradley Armored Medical Evacuation Vehicle (AMEV) — санітарно-евакуаційна машина;[17]
- Bradley Armored Medical Treatment Vehicle (AMTV) — броньована медична машина ;[18]
- Bradley Mortar Vehicle (BMV) — самохідний міномет ;
- Bradley Command Post (BCP) — командно-штабна машина[19].

За заявою BAE Systems, можливості компанії дозволяють будувати до восьми бронетранспортерів Бредлі на добу, як і БМП у період початку її масового виробництва. Так як збереглися колишні виробничі лінії на своєму підприємстві в Йорку (штат Пенсільванія) у кооперації з армійським арсеналом Red River Army Depot у Тексаркана (штат Техас). Самохідний міномет може бути конвертований з оригінального Бредлі за 40 днів. Випробування вибухом показали, що Bradley AMPV задовольняють вимоги до живучості. За розрахунками BAE Systems, Bradley AMPV має схожі експлуатаційні витрати з М113 і є більш дешевою ніж БМП версія, тому що немає башти — найдорожчого компонента платформи. Крім цього, уніфікація платформи БМП та БТР значно спрощує логістику та навчання екіпажів. Серійне виробництво родини у кількості 2907 машин намічено з 2019 року з темпом 180 машин на рік.

### Black Knight
Прототип дистанційно керованої (Unmanned Ground Combat Vehicle (UGCV)) БМП, розроблений BAE Systems. Для зниження собівартості використано компоненти Bradley Combat Systems. Можливе управління як з командного пункту, так і власне з пульта командира піхоти, що спішилася, що знижує ризик для особового складу в умовах, наприклад, при вирішенні розвідувальних завдань, або проведенні розвідки на особливо небезпечній — зараженій та/або мінованій місцевості.

## Місце в організаційно-штатній структурі
В ЗШС ЗС США машини на платформі Bradley знаходяться на озброєнні бронетанкових бригад сухопутних військ. Загальна кількість бронетанкових бригад на 2019 рік, згідно з реформою, досягає 16 (включаючи Національну гвардію) формувань.